# Palephyra antiqua
Palephyra antiqua är en manetart som beskrevs av Ernst Haeckel 1880. Palephyra antiqua ingår i släktet Palephyra och familjen Nausithoidae. Inga underarter finns listade i Catalogue of Life.